# Система орієнтації космічного приладу
Система орієнтації космічного приладу — одна з бортових систем космічного приладу, що забезпечує певне положення осей апарата щодо деяких заданих напрямів. Необхідність даної системи обумовлена наступними завданнями:
- орієнтування сонячних батарей на Сонце;
- для навігаційних вимірювань;
- для проведення різних досліджень;
- при передачі відомостей за допомогою гостронаправленої антени ;
- перед увімкненням гальмівного або розгінного двигуна з метою зміни траєкторії польоту.

Завдання, що виконуються приладом, можуть вимагати як постійної орієнтації, так і короткочасної. Системи орієнтації можуть забезпечувати одноосьову або повну (Триосний) орієнтацію. Системи орієнтації, які не потребують витрат енергії, називають пасивними, до них належать: гравітаційна, інерційна, аеродинамічна і ін. До активних систем відносять: реактивні двигуни орієнтації, гіродіни, маховики, соленоїди і т. д., вони вимагають витрат енергії запасається на борту приладу. В пілотованої космонавтики крім автоматичних систем орієнтації застосовуються системи з ручним керуванням.

## Датчики
Як датчики поточного становища приладу зазвичай застосовуються електронно-оптичні датчики, які використовують в якості орієнтирів різні небесні світила: Сонце, Землю, Місяць, зорі. Використовується видимий або позачервоний спектр, друге зручніше, наприклад для Землі, оскільки в позачервоній області спектра денна і нічна сторона відрізняються слабо.
Крім оптичних датчиків можуть застосовуватися іонні датчики, датчики магнітного поля Землі, гіроскопічні датчики.

## Система стабілізації
При переході з однієї орбіти на іншу, перехід на траєкторію спуску, коли працює основна рухова установка, необхідно зберігати незмінним напрям осей приладу. Для вирішення цього завдання призначена система стабілізації. При стабілізації величина сил, і моментів набагато вище, для їх компенсації потрібні значні витрати енергії. Тривалості перебування в цьому режимі відносно мала.
Системи стабілізації і орієнтації з огляду на близькість виконуваних ними завдань нерідко частково об'єднують, наприклад для них використовують одні і ті ж датчики. У таких випадках можна говорити про єдину систему орієнтації та стабілізації космічного приладу.

## Пасивні системи
Ці системи відрізняються економічністю, однак їм притаманний ряд обмежень.

### Гравітаційна
Дана система стабілізації використовує гравітаційне поле планети, для Землі її використання ефективно для висот орбіт від 200 км до 2000 км.

### Аеродинамічна
Використання даної системи можливо на низьких орбітах, де є залишки атмосфери, для Землі це висоти від 200 до 400 км. Для висот більше 2500 км можливе використання тиску сонячних променів для створення аналогічної системи.

### Електромагнітна
Шляхом установки на борту приладу постійних магнітів можна домогтися певного положення приладу відносно силових ліній магнітного поля Землі. Якщо замість постійних магнітів використовувати соленоїди, то стає можливим ефективне управління становищем, така система відноситься вже до розряду активних. Використання електромагнітних систем для подібних до Землі планет можливо на висотах від 600 до 6000 км.

## Активні системи

### Газові сопла
Газові сопла або мікроракетні двигуни малої тяги здатні створювати великі керуючі зусилля і таким чином парирувати практично будь-які обурення. Ця властивість зробила цей спосіб управління орієнтацією приладу досить поширеним як в задачах активної орієнтації, так і стабілізації.
Для створення тяги може бути використана енергія стисненого газу (зазвичай азот або гелій), розкладання речовини, горіння рідкого або твердого палива, електрична енергія (див. електричний ракетний двигун) тощо

### Гіроскопи
Для орієнтації і стабілізації масивних космічних апаратів на стаціонарних орбітах використовуються інерційні маховики і гіродіни. Обертання маховика зазвичай забезпечується електродвигуном.
Система на базі інерційних маховиків особливо ефективна при знакозмінних збуреннях, якщо ж обурення однонаправлені, то через деякий час досягається межа керованості і необхідне втручання за допомогою будь-якої ще системи стабілізації, наприклад, включення ракетного двигуна («розвантаження»).

## Зображення

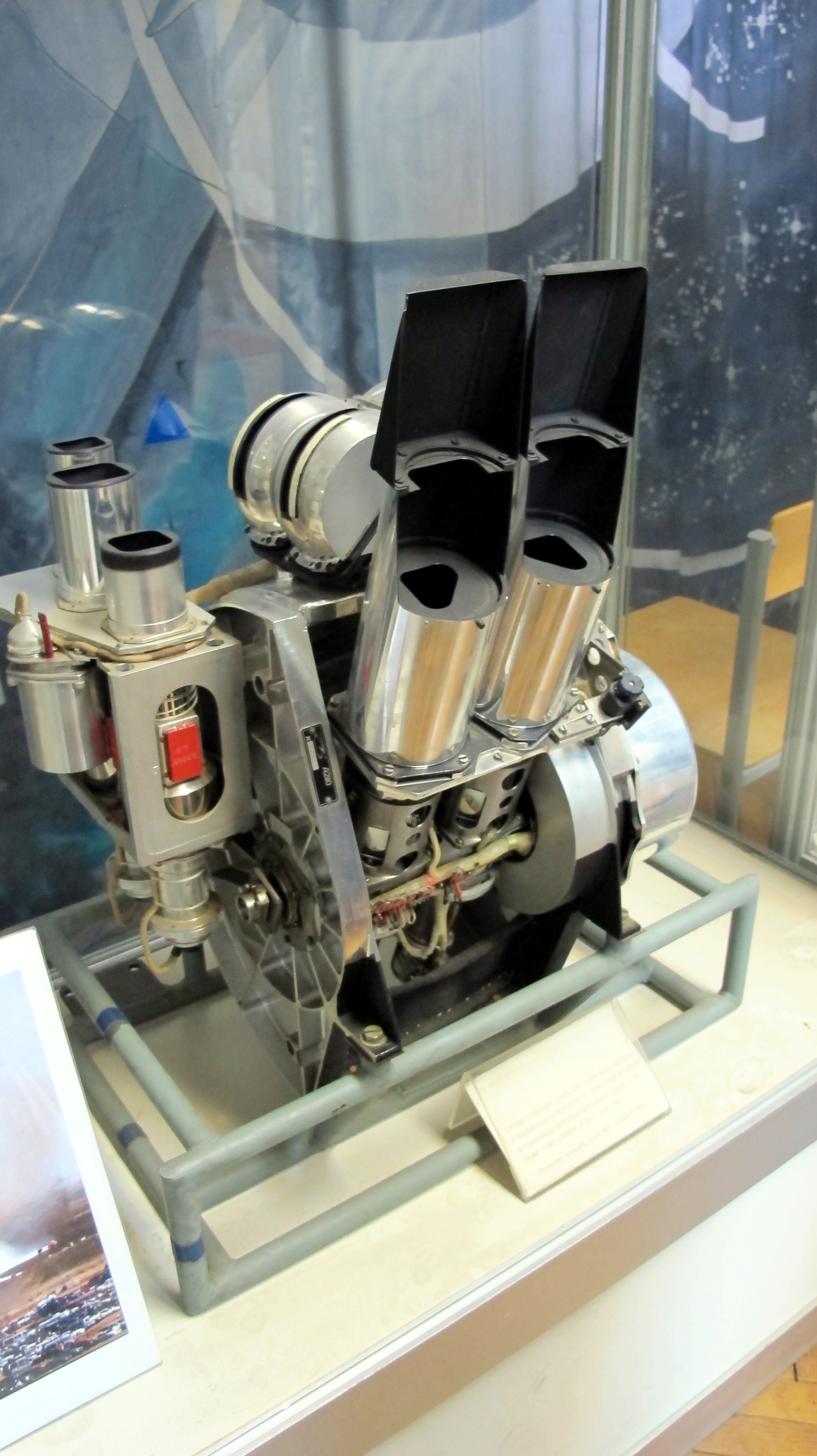
Система орієнтації в програмі «Союз — Аполон»
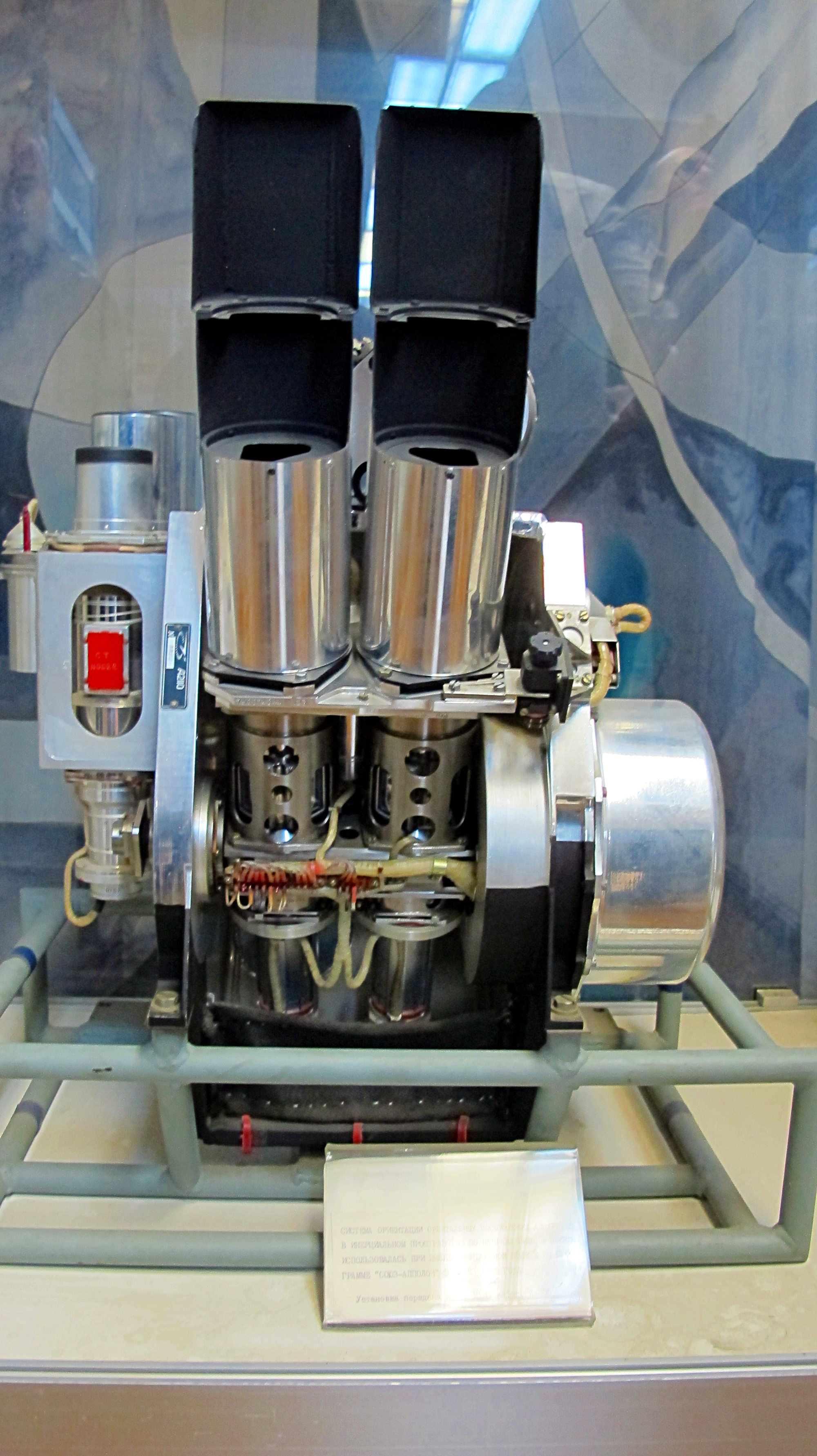